# Crkva sv. Vlaha na Gorici u Dubrovniku
Crkva sv. Vlaha na Gorici, zaštićeno kulturno dobro u Dubrovniku.

## Opis dobra
Smještena na Gorici, na dominantnom položaju, okrenuta moru, prva svečeva crkva podignuta izvan Grada, prema dokumetima darovnice, postojala je već 1255. g. Uz crkvu postojao i romitorij za dumne, a temeljito je obnovljena, iznova podignuta na ostacima starije crkve 1857. g. Velikih dimenzija, orijentirana istok - zapad, pravokutne tlocrtne osnove s polukružnom apsidom. Pročelje rastvoreno portalom, rozetom,a završava zvonikom na preslicu. Zavjetna crkva je na geomorfološkom rasjedu, pa je pregrađivana je i popravljana u 19 st. s intervencijama u 20 st. Arheološki istražena i obnovljena 2010.g.

## Zaštita
Pod oznakom Z-926 zavedena je kao nepokretno kulturno dobro - pojedinačno, pravna statusa zaštićena kulturnog dobra, klasificiranog kao sakralna graditeljska baština.